# قائمة أعمال فيديريكو غارثيا لوركا
فيديريكو غارثيا لوركا (بالإسبانية: Federico García Lorca) شاعر إسباني وكاتب مسرحي ورسام وعازف بيانو، كما كان مؤلفاً موسيقيًا، ولد في فوينتي فاكيروس بغرناطة في 5 يونيو 1898. واحد من أبرز كتاب المسرح الإسباني في القرن 20، وتعد مسرحيتيه «عرس الدم» و«بيت برناردا ألبا» من أشهر أعماله المسرحية. فيما كانت قصيدة «شاعر في نيويورك» من أشهر أعماله الشعرية. اغتيل لوركا بين قرى فيثنار وألفاكار في 19 أغسطس 1936 عند بداية الحرب الأهلية. وأحد أفراد ما عرف باسم جيل 27. يعده البعض أحد أهم أدباء القرن العشرين. وهو واحد من أبرز كتاب المسرح الإسباني في القرن العشرين بالإضافة إلى زميليه أنطونيو بويرو باييخو ورامون ماريا ديل بايي إنكلان، وتعد مسرحيتيه عرس الدم وبيت برناردا ألبا من أشهر أعماله المسرحية. فيما كانت قصيدة شاعر في نيويورك من أشهر أعماله الشعرية. أُعدم من قبل الثوار القوميين وهو في الثامنة والثلاثين من عمره في بدايات الحرب الأهلية الإسبانية بين قرى فيثنار وألفاكار في 19 أغسطس 1936. طبع أول كتاب نثري له (انطباعات ومناظر) عام 1918 وهو حصيلة عديد من الرحلات في إسبانيا.
ثم بدأ التجوال بين غرناطة ومدريد. وخلال عشر سنوات تعرف على أصدقاء أصبحوا من المشاهير وملأ ذكرهم الآفاق، منهم «سلفادور دالي»، «ألكسندر دانييل ألبرت»، و«لويس جونيك»، و«بابلو نيرودا».
طبع أول ديوان شعر له (كتاب الأشعار) عام 1921 دون أن يثير كثيراً من الانتباه في غير وسطه، ولكن لوركا على كل حال كان كثير الأعراض عن النشر وكان على أصدقائه الأدباء أن يقوموا بالعديد من المحاولات ليحتالوا للفوز بإحدى قصائده لنشرها في دورياتهم. ومع أنه لم ينقطع عن نظم الشعر فإن ديوانه (أغان) لم يظهر حتى عام 1927 غير أنه استطاع بما له من قوة الشخصية أن يؤثر في الشعراء الآخرين من قبل أن تظهر أعماله الهامة. إذ كان يفضل أن ينشد أشعاره، لأنه يعتقد، ويذكر ذلك في مقالته عن الروح المبدعة: (أن الشعر بحاجة إلى ناقل.. إلى كائن حي). وفي تلاوته لهذه الأشعار امتحن قدرة شعره على التأثير أكثر من مطبوعاته.
كتب رافائيل ألبرتي:
| قائمة أعمال فيديريكو غارثيا لوركا | كان لوركا يتدفق بشحنة من الرقة الكهربائية والفتنة، ويلف مستمعيه بجو أخاذ من السحر، فيأسرهم حين يتحدث أو ينشد الشعر أو يرتجل مشهداً مسرحياً أو يغني أو يعزف على البيانو. | قائمة أعمال فيديريكو غارثيا لوركا |

## العمق الإنساني في المسار الأدبي عند لوركا
مع مرور الزمن أخذ لوركا بالتغير وتفهُّم الحياة أكثر، وأصبح ينظر إليها من منظار الحقيقة الحية: (في هذا الزمن المأسوي في العالم، يجب على الفنان أن يُضحك ويُبكي جمهوره، ويجب أن يترك الزنبق الأبيض مغموراً حتى وسطه بالوحل وذلك لمساندة الذين يبحثون عنه).
هذه التعرية الكاملة للزمن النابعة من شاعريته، المتوقدة، المنتفضة جعلته يسافر من مدريد إلى غرناطة التي تغلي سياسياً بحدوث انتفاضة. ومع وصوله إليها اندلعت النيران العنيفة واعتقل صهر لوركا، محافظ مدينة غرناطة وعدد من أقربائه الاشتراكيين، لأنهم أيدوا الانتفاضة.

### الإعدام
وصل فيديريكو إلى غرناطة في 14 يوليو 1936، أي قبل أيام قليلة من البداية الرسمية لانقلاب الجنرال فرانكو. ذهب عند أهله في ضيعة سان فيثنتي، لكن النبأ سرعان ما انتشر بين الناس بواسطة الصحافة المحلية ليحيط الجميع علما بأنه عاد إلى مسقط رأسه.
قام لوركا يوم 18 يوليو رغم الخوف الذي كان يشعر به بزيارة صهره في السجن. وبعد ورود بلاغ مجهول ضذه، تم في 16 أغسطس القبض عليه في منزل أحد أصدقائه، وهو الشاعر لويس روزاليس، الذي حصل على وعد من السلطات الوطنية توعدت فيها بإطلاق صراح لوركا «إذا لم تكن هناك أي شكوى ضده». تم إعطاء أمر تنفيذ الإعدام من قبل الحاكم المدني لغرناطة، خوسيه فالديز غوزمان، الذي كان قد أمر سابقا النائب رامون رويز ألونسو اعتقال الشاعر. وأُعدم لوركا رمياً بالرصاص بتهم مفبركة، في الأيام الأولى من الحرب الأهلية الإسبانية، ويتفق المدققون والمتأخرون أن لوركا كان من أول ضحايا الديكتاتورية والحرب الأهلية الإسبانية من جهة، ومن جهة أخرى ضحية أعداء والده التاجر الكبير، كما يؤكد هؤلاء المدققون المتأخرون أن لوركا كان ضحية عداوات بين عشيرته وعشائر أخرى اختلط فيها السياسي بالعشائري والمادي وتصفية حسابات كان هو كبشها.
وقد جرى إعدامه كما يعتقد في الطريق بين فيثنار وألفاكار، على التلال القريبة من غرناطة. ولكن جسده كما تنبأ في إحدى قصائده، لم يعثر عليه:
وبحثوا عن جثتي في المقاهي والمدافن والكنائس

فتحوا البراميل والخزائن

سرقوا ثلاث جثثٍ

ونزعوا أسنانها الذهبية

وقد اشتهرت صورة إعدام لوركا وهو يرتل أشعاره التحررية تحت عناوين من قبيل:«الشاعر الذي ظل يلقي أشعاره وهو يواجه الإعدام بالرصاص '»

## قائمة أعمال فيديريكو غارثيا لوركا

### لمحة عن إنتاجاته المسرحية
عام 1920 عُرض فصل من مسرحية له «رقية الفراشة المشؤومة» في مدريد، وأما أولى مغامراته المسرحية الناجحة فكانت المسرحية النثرية التاريخية «ماريانا بنيدا» التي قدمت في مدريد عام 1927، وشهد العام التالي ظهور أكثر دواوين لوركا شعبية «حكايا غجرية» الذي لاقى نجاحاً مباشراً في إسبانيا وفي جميع البلاد الناطقة بالإسبانية.
وبالرغم من أنه كان مقلاً بكتابته للمسرح. لكن ما كتبه من مسرحيات، مكنته من بلوغ سلم الشهرة وجعلته من أفضل كتاب المسرح بإسبانيا. ومن مسرحياته أيضاً، مسرحية بيت برناردا ألبا التي نشرت وعرضت بعد وفاته، وهي مسرحية واقعية، عنيفة، كان قد كتب معظمها نثراً. ومع مرور الزمن أخذ لوركا بالتغير وتفهُّم الحياة أكثر، وأصبح ينظر إليها من منظار الحقيقة الحية: {{اقتباس|في هذا الزمن المأساوي، يجب على الفنان أن يُضحك ويُبكي جمهوره، ويجب أن يترك الزنبق الأبيض مغموراً حتى وسطه بالوحل وذلك لمساندة الذين يبحثون عنه.

### القائمة
| العمل الأدبي           | العنوان الأصلي              | الترجمة الإنجليزية         | سنة النشر | ملاحظات | مصادر ومراجع |
| ---------------------- | --------------------------- | -------------------------- | --------- | --- | ------------ |
| لعنة الفراشة           | El maleficio de la mariposa | The Butterfly's Evil Spell | 1920      | كتبت بين عامي 1919-1920، الإصدرار الأول في عام 1920م | [ 5 ]        |
| نادي بيلي للقراقوز     | Los títeres de Cachiporra   | The Billy-Club Puppets:    | 1937م     | كتبت بين عامي 1922-1925، الإصدار الأول سنة 1937. | [ 6 ]        |
| أقصوصات الغجر الغنائية | Romancero Gitano            | Gypsy Ballads              | 1928م     | عبارة عن مجموعة شعرية تعتبر من أفضل الأعمال الشعرية للكاتب الاسباني فيديريكو غارثيا لوركا، التي نشرت في عام 1928 | [ 7 ]        |
| شاعر في نيويورك        | Poeta en Nueva York         | Poet in New York           | 1940م     | شاعر في نيويورك (بالإسبانية: Poeta en Nueva York) هو عنوان ديوان شعري للكاتب الإسباني فيديريكو غارثيا لوركا الذي كتبه أثناء وجوده في جامعة كولومبيا في نيويورك في الفترة من عام 1929 حتى عام 1930، ثم خلال سفره إلى كوبا بعد ذلك. وقد نُشر هذا الديوان لأوّل مرّة عام 1940، أى بعد وفاة الشاعر بأربعة أعوام. | [ 8 ] [ 9 ]  |
| ديوان التماريت         | Diván del Tamarit           | The Divan at Tamarit       | 1940م     | نُشر هذا الديوان لأول مرة في بوينس آيرس سنة 1940، أى بعد وفاة الشاعر بأربعة أعوام. |              |

## وصلات خارجية
- (بالإسبانية) بوابة مكرسة للوركا في مكتبة ثيرفانتس
- (بالإسبانية) الأعمال الكاملة لغارثيا لوركا نسخة محفوظة 24 مارس 2010 على موقع واي باك مشين.